# Добра кућа (филм)
Добра кућа (енгл. The Good House) америчка је драмедија из 2021. године, у режији Маје Форбс и Волија Володарског, по сценарију који су написали с Томасом Безучом. Темељи се на истоименом роману Ен Лири из 2013. године. Главне улоге глуме: Сигорни Вивер, Кевин Клајн, Морена Бакарин и Роб Делејни.

## Радња
Живот агенткиње за некретнине у Новој Енглеској Хилди Гуд почиње да се расплиће када се поново повеже са својим старим искрама из Њујорка.

## Улоге
| Глумац           | Улога             |
| ---------------- | ----------------- |
| Сигорни Вивер    | Хилди Гуд         |
| Кевин Клајн      | Френк Гечел       |
| Морена Бакарин   | Ребека Макалистер |
| Роб Делејни      | Питер Њуболд      |
| Беверли Д’Анџело | Мами Ланг         |
| Дејвид Раше      | Скот Гуд          |
| Ребека Хендерсон | Тес Гуд           |
| Моли Браун       | Емили Гуд         |
| Кели Окојн       | Брајан Макалистер |
| Кетрин Ерб       | Венди Хедертон    |